# كيك إنترتينمنت
كيك إنترتينمنت المحدودة (بالإنجليزية: Cake Entertainment) (مشاركة في اسم كيك، سابقاً كيك للتوزيع) هي شركة مستقلة متخصصة في إنتاج وتوزيع وتمويل وتطوير علامات تجارية للأطفال والترفيه الأسري.

## حول
تتعاون شركة كيك مع منتجي الرسوم المتحركة والمحتوى الحي، بما في ذلك روفيو إنترتينمنت، راغدول للإنتاج، فريش تي في، تشانل إكس وأنيميشن كولكتف.[بحاجة لمصدر]
بالإضافة إلى ذلك ، تعمل شركة كيك مع شركات إنتاج مثل Anima Estudios (دجاجات الفضاء في الفضاء لـديزني EMEA) ، فيلمات البوم الورقية (بابلو لـ CBeebies) ، TeamTO (Angelo Rules ، Mighty Mike) ، Thuristar (Mush-Mush and the Mushables) ، Cheeky Little Media و Kickstart Entertainment على إنتاج مواد ترفيهية جديدة وتطوير هذه العلامات التجارية.  [بحاجة لمصدر]
في عام 2011، استحوذت شركة الإنتاج الإسبانية Zinkia Entertainment على حصة أغلبية بنسبة 51% في كيك، والتي أصبحت المرخص للعديد من خصائص Zinkia بما في ذلك Pocoyo . تم إعادة شراء الحصة من قبل إدارة Cake في يوليو 2014 بعد دخول Zinkia Entertainment الإدارة.
في عام 2018، تم التصويت لشركة كيك كأفضل موزع دولي من قبل مجلة Animation  والموزع رقم 2 في قائمة Hot50 لعام 2018 من Kidscreen .
في عام 2024، استحوذت كيك على العلامة التجارية والكتالوج الخلفي لشركة Jetpack Distribution، والتي تم تصفيتها وإغلاقها قبل شهر.
شركة كيك إنترتينمنت مقرها في لندن ويرأسها إد جالتون.[محل شك]

## توزيع

### مرحلة ما قبل المدرسة
- كيري ولو [8]
- بابلو [9]
- الأطفال [10]
- الووت ووتس
- متسابقو الفضاء
- مستعد للتحليق![بحاجة لمصدر]
- قمة اولوبوب
- واندا والكائن الفضائي
- السيرك المتجول لتوبي
- فدان إلين
- مغامرات لاه لاه
- ووزل وبيب
- إيلا بيلا بينجو
- تيش تاش
- توم وشريحة الخبز مع مربى الفراولة والعسل
- القط الخشخاش
- نتمنى لك الشفاء العاجل
- مسرح إيسوب
- مربى التوت البري والتوت البري
- الكواكب الصغيرة
- BOT و The Beasties [11]
- القط بيت * [ بحاجة لمصدر ]لوكاس العنكبوت

### 6-12 سنة
- الدجاج الفضائي في الفضاء
- (مايك) القوي
- فريق أمك ك 4
- جزيرة دراما كاملة
- الإجراءات الدرامية الكاملة
- جولة العالم الكاملة للدراما
- الدراما الكاملة: انتقام الجزيرة
- كل نجوم دراما
- الدراما الكاملة جزيرة Pahkitew
- المسلسلات الكاملة: السباق الغريب
- دراما كاملة
- جزيرة دراما كاملة (2023)
- يحيا أنجلو
- أنا وفرطي
- طيور الغضب
- (ستيلا)
- قصص الخنازير
- "غري بيردز بلوز"
- أغضب الطيور: الجنون الصيفي
- " بوترسنيكس " و " جومبلز "
- قطار الحافلة
- غزو الكائنات البحرية
- دينيس التهديد والجناشير
- أطفال " كلاي "
- واحة أوسكار
- سوكي فو!
- (دودليز)
- المزروع
- الكوارث التي وقعت بين الملك آرثر
- كابا مايكي[بحاجة لمصدر]
- هيربورت
- خيال إليوت
- ثلاثة عمليات
- الـ "هـتـدـيـت"
- الاتحاد لكرة القدم
- تجمد في الوقت
- القائمة الخبيثة
- عيد الميلاد المروّع
- تحت الملفات
- عطلة غريبة
- (دراكولا) العزيز
- أخو جوريل

### الحركة الحية
- محرج للغاية
- لغز الجسيمات
- طاقم لا يصدق
- ميتة جميلة
- ايفرك

## الإنتاجات
- فريق ماما كيه 4 ( نيتفليكس ) [12]
- الطيور الغاضبة: جنون الصيف
- بابلو ( CBeebies ، RTÉjr )
- دجاج الفضاء في الفضاء ( ديزني XD ، القناة 9 )
- يحيا أنجلو ( TéléTOON+ ، Super RTL ، France Télévisions ) [13]
- <i id="mwAS4">بوترسنايكس وجامبلز</i> ( Netflix ، CBBC ، 7 )
- سوكي فو! ( سوبر RTL ، TG4 ، Telegael)
- هاربورت

## الفشار الرقمي
تأسست شركة Popcorn Digital على يد كيك، وهي شركة لإنشاء محتوى رقمي للأطفال والعائلات. تعمل مع العلامات التجارية الرائدة بما في ذلك الطيور الغاضبة و بابلو و Ferly و يحيا أنجلو و واحة أوسكار .

## روابط خارجية
- كيك - الموقع الرسمي
- Popcorn Digital - الموقع الرسمي